# Pseudosympodomma indicum
Pseudosympodomma indicum is een zeekommasoort uit de familie van de Bodotriidae. De wetenschappelijke naam van de soort is voor het eerst geldig gepubliceerd in 1954 door Kurian.